# Реконкиста
Реконкиста (порт. и шп. Reconquista) представља покрет Шпанаца и Португалаца да протерају Мавре (исламске Арапе) са Пиринејског полуострва односно да га поново освоје, што је у ствари и значење шпанске речи „Реконкиста“. Узрок Реконкисте био је продор Мавара у Европу који су 714. године заузели већи део полуострва, а њихов даљи продор зауставља тек Карло Мартел код Поатјеа 732. године. Сама Реконкиста отпочиње 718. године ослобођењем Галиције и Леона односно Пелајовом победом код Ковадонге 722. године, а окончава се 1492. године када је освојен Гранадски емират, последње маварско упориште у Европи.

## Узрок Реконкисте
Борба око престола почетком 8. века међу Визиготима који су владали Иберијским полуострвом, омогућила
је 711. године Маврима који су владали северном Африком да уђу у Европу. Већ после годину дана Маври су отпочели инвазију на полуострво, заузевши до 714. године његов већи део. Њихов продор није се ту зауставио и они су наставили на север напавши Меровиншку Франачку државу. Стигли су до Поатјеа где их је 732. године до ногу потукао и зауставио Карло Мартел у чувеној бици.

## Ток Реконкисте
Кад су Маври упали на Иберијско полуострво, малобројно визиготско племство које је преостало повукло се у планинске пределе Астурије и Кантабрије и тамо основало Краљевину Астурију. Карло Велики је основао Шпанску марку, пограничну зону чије је стварање имало за циљ да заустави даљи муслимански продор на европски континент.
Битка код Ковадонге (Астурија) из 722. године означава почетак Реконкисте. Након битке је визиготски племић Дон Пелајо проглашен за краља. Први двор је успостављен у Кангас де Онис. Пелајо је умро 737. а две године касније његов зет, Алфонсо I, искористио је унутрашње сукобе између Арапа и Беребера и поново кренуо у борбу против Мавара. Том приликом је напредовао до Риохе и реке Дуеро.
Крајем 9. века од западног дела Шпанске марке настала је Краљевина Навара која је обухватала Баскију са Памплоном и Арагон. Од источног дела Шпанске марке настала је Грофовија Барселона. Краљевина Астурија је до 1000. године била подељена на Краљевину Леон и Краљевину Кастиљу.
Десети век је за хришћанске краљевине протекао у знаку учвршћивања и проширивања граница. Астуријски краљеви, Ордоњо I и Алфонсо III, су дуж граница хришћанских територија подизали утврђења. Године 913, основана је независна Краљевина Леон када су принчеви Астурије преместили своју престоницу из Овиједа у Леон, а 931. гроф Фернан Гонзалес претвара Кастиљу у наследну грофовију, независну од утицаја леонских краљева. Усвојио је титулу краља Кастиље, према многобројним утврђењима (шп. castillos) која су се налазила у тој области, и наставио са ширењем краљевства на рачун Леона склопивши савез са Кордопским халифатом све до 966. када га је зауставио Санчо I од Леона.
Средином 10. века, хришћанске земље обухватале су Леон, Астурију, Галицију и Кастиљу, као и делове Баскије и Наваре. Рамиро II је наставио проширивање хришћанских територија ка југу. Подржавао је побуњенике у Толеду и обновио савез са Наваром. Након победе у бици код Симанкаса 939, утврдио је границе Леона у долини Дуера. Алфонсо V је подарио Леону посебне законе, тзв. фуерос, којима је уредио управу у престоници. Такође је водио бригу и о насељавању опустелих територија које су Арапи оставили за собом
Кастиља је, с друге стране, средином 10. века успела да се осамостали захваљујући побуни грофа Фернана Гонзалеса који је искористио смрт Рамира II, установио границе и утврдио власт. Кастиља је настала на самој граници првобитне Краљевине Астурије, на уском делу скоро пусте земље која је била прва на удару напада муслимана из Кордобе и долине Ебра. У 9. и 10. веку насељена је Баскима који су били изразито ратоборни и самостални, ненавикнути на друштвену слојевитост визиготске епохе. Таква ратоборна Кастиља није много привлачила ни старо визиготско племство ни мозарапе из Кордобе тако да је остала самостална и поделила се у грофовије. Јединство Кастиље је успео да постигне тек Фернан Гонзалес. Леон и Кастиља ће се све до 13. века више пута спајати и раздвајати. Коначно, 1230. године долази до последњег и дефинитивног уједињења Кастиље и Леона, када Фернандо III од Кастиље наслеђује од своје мајке Беренгеле краљевину Кастиљу (1217), и од свог оца Алфонса IX, Леон (1230).
Што се тиче саме реконкисте, све док су муслимани остали јединствени, хришћанске краљевине нису могле много да учине осим да сачувају своје територије. Када је 1034. дошло до распада Кордопског халифата и разбијања муслиманске државе на више од 20 краљевстава — таифа, хришћанске државе су добиле шансу за напредовање.
У циљу стишавања феудалних ратова између хришћана, многи монаси су почели да проповедају рат против шпанских муслимана као богоугодно дело, тако да су многи великаши с друге стране Пиринеја повели војске на Иберијско полуострво. Вероватно најзначајнији поход је био онај који је предузео Рајмонд Тулуски 1085. године заједно са групом бургундских великаша.
Прве две деценије 11. века већи део хришћанских земаља на Иберијском полуострву припадао је двојици краљева — Алфонсу VI, краљу Леона и Кастиље и Санчу Рамирезу, краљу Арагона и Наваре. Ова два краља су уз помоћ француских витезова који су долазили у помоћ предузели одлучну офанзиву против муслиманских таифа. Године 1085. Алфонсо VI је освојио Толедо, веома значајан град и центар муслиманске културе. Следећих година ова Алфонсо и Санчо су водили низ ратова који су значајно ослабили муслиманске државе. Ово је доба и великог јунака Родрига Дијаза де Вивара, међу муслиманима познатог као Ел Сид, који је такође освојио област Валенсију заједно са њеним главним градом и држао је неких шест година под својом влашћу. Међутим, такође је било ратова и између самих хришћанских краљевина, што је унеколико успорило процес Реконкисте.
Таифе су ускоро увиделе да не могу саме да се носе са Алфонсом VI и Санчом, те су 1086. године позвале у помоћ Алморавиде, берберски народ који је у то доба владао северозападном Африком. Алморавиди су, стигавши на Иберијско полуострво натерали Алфонса VI да се повуче из Лериде и Валенсије. Међутим, ускоро је настао раскол између Алморавида и таифа, те су хришћани то искористили и опет кренули у офанзиву. Алфонсо I од Арагона и Наваре је 1118. године освојио Сарагосу, а гроф Барселоне, Рамон Беренгер III је освојио приобалне области на Медитерану и опљачкао Мајорку. Тридесетак година касније, Алфонсо VII, краљ Леона и Кастиље, проширио је хришћанске територије Кордобом и Алмеријом. Године 1150, Рамон Беренгер IV се венчао са Петронилом од Арагона, кћерком Рамира II од Арагона, чиме је дошло до уједињења са арагонском краљевском династијом и стварања Круне Арагона.
Године 1125, друго дивље берберско племе, Алмохади, срушило је Алморавиде у северној Африци, те су муслимани на Иберијском полуострву позвали њих у помоћ. Алмохади су стигли на Иберијско полуострво 1146. и с почетка су имали проблема да успоставе превласт над муслиманима, али кад су то успели, кренули су на хришћане и ускоро повратили скоро све територије које је освојио Алфонсо VII.
Алфонсо VIII од Кастиље и његов ујак, Фернандо II од Леона су се, међутим, успешно супротставили Алмохадима који су довели појачања из северне Африке. Године 1195, у бици код Аларкоса хришћанска војска Алфонса VIII била је тешко поражена. У наредних десет година, обе стране су се спремале за одлучујућу битку која ће се десити 16. јула 1212. године, код места Навас де Толоса где су муслиманске снаге претрпеле тежак пораз.
Након ове велике победе над муслиманима, хришћанска краљевства су се запала у међусобне борбе, тако да је тек након 1230. године Реконкиста могла да се настави. Фердинанд III, краљ Леона и Кастиље је 1236. заузео Кордобу, и 1248, Севиљу. Ђауме I, арагонски краљ освојио је Мајорку, Менорку и Валенсију. Муслиманске територије су се ускоро свеле на Гранаду, која ће као последњи муслимански бастион, пасти 1492. године под нападом војске Католичких краљева.

## Верске карактеристике Реконкисте
Реконкиста, у верском погледу, представља сукоб између хришћанства, односно католицизма са једне и ислама са друге стране, који се окончао потпуним нестанком ислама са простора западне Европе.

## Протеривање Јевреја и муслимана
Дана 31. децембра 1492. године, католички краљеви потписују у Гранади проглас о протеривању Јевреја (тачније, Сефарда) из Краљевине Кастиље. Фернандо II од Арагона такође потписује други документ који се односи на Јевреје у Краљевини Арагон. Оправдање за ову меру је дато на основу документа који је израдио главни инквизитор и лични исповедник краљице Изабеле од Кастиље, Томас де Торкемада (шп. Tomás de Torquemada) неколико дана раније. Аргументи су били искључиво религиозне природе: мере се предузимају у циљу очувања јединства и ширења католичке вере, јер према многобројним извештајима разних свештених лица, Јевреји на све начине покушавају да поштене хришћане приволе да се одрекну хришћанства и да пригрле јудаизам.
После пада Гранаде 1492. године, маварски краљ Боабдил је преговарао о условима предаје и један од услова који су прихватили католички краљеви је био верска толеранција према муслиманима. То је значило да ће им бити дозвољено да слободно исповедају ислам, да неће плаћати већи порез него хришћани, да хришћани који су прихватили ислам неће бити насилно враћани у хришћанство и слично. Првобитно, католички краљеви су предузели мирно пропагирање католицизма, задатак који поверавају надбискупу Гранаде. Међутим, после једне посете Гранади 1499. када су видели колико је град још увек имао муслиманске карактеристике, одлучују да преобраћање повере кардиналу Сиснеросу који ће употребити оштрије мере. Насилно покрштавање доводи до устанка муслимана 1500. године, који су католички краљеви искористили као изговор за још драстичније мере покрштавања
Дана 14. фебруара 1502. године, на исти начин су протерани шпански муслимани тзв. морискоси (шп. moriscos). Услов је био да се или покрсте и прихвате католичку веру, или да напусте шпанско тло. Ово неће бити последње протеривање: Филип III од Шпаније је започео протеривање морискоса 1609. године које је завршено 1616. године. У том раздобљу земљу је напустило око 272.000 морискоса.